# Люберы
Лю́беры (встречается также жаргон. вариант любера́) — молодёжное движение, возникшее в городе Люберцы Московской области в конце 1970-х годов и существовавшее до начала 1990-х годов в ряде городов СССР.
Название произошло от города Люберцы в Московской области, где зародилось движение. Люберы занимались культуризмом в подвалах («кача́лках»), рукопашным боем, боксом, плаванием, бегом, прыжками и прочим. Активно пропагандировали здоровый образ жизни. Враждовали с «неформалами»: хиппи, панками, металлистами. Жёсткая система тренировок и последующего отбора позволила им развить высокую боеспособность. Движение получило известность в середине 1980-х годов и приобрело широкую популярность среди некоторой[какой?] части молодёжи СССР после появления в 1987 году статей во всесоюзных СМИ: «Контора люберов» в журнале ЦК КПСС «Огонёк» и «Люберцы при свете фонарей» в еженедельнике ЦК ВЛКСМ «Собеседник».

## История
Зарождение движения люберов принято относить к концу 70-х годов прошлого века, когда города ближайшего Подмосковья активно развивались, прирастая населением. Подростки и допризывная молодежь составили костяк движения, которое стало массово разрастаться и к середине 80-х годов широко заявило о себе активной борьбой с неформалами. Во время службы в Армии любера показывали высокие спортивные результаты. С середины 1989 года движение стало распадаться и в 1991 году прекратило своё существование. После распада движения большинство участников вернулось к обычной гражданской жизни, а некоторые ушли в криминал. К появившемуся в начале 1990-х годов рэкету любера прямого отношения не имели, однако незначительная часть участников движения пополнила ряды преступной группы, занимавшейся поборами с рыночных торговцев и ларёчников. Позже их влияние распространилось на коммерческие компании среднего уровня с выходом за пределы люберецкого района.

### Зарождение и развитие
Люберцы были одним из центров столичного региона, где в 1970—80-е годы на волне подготовки к Олимпиаде-80 при поддержке местных властей активно развивались школы силовых видов спорта. В моду вошло увлечение культуризмом, который, несмотря на формальный запрет, активно развивался в городе. Первый тренажерный зал появился на улице Мира, 7 А, затем в городском дворце культуры открылась знаменитая СДЮШОР по тяжёлой атлетике, возникли несколько атлетических клубов. В 1983—1987 году в СПТУ имени Гагарина на уроках физкультуры использовались силовые гимнастические упражнения и работа со штангой в качестве эксперимента с целью развития силовых качеств допризывной молодёжи.
Рост популярности культуризма, здоровья, силовых видов спорта в СССР и массовое строительство самопальных спортивных клубов-качалок - это фактически стало идеологией люберов и объединило разрозненные группы люберецких подростков. С самого начала в движении сформировались две группы: «спортсмены» — люди, целенаправленно занимающиеся спортом и несколько дистанцировавшиеся от уличной жизни, и «качки-хулиганы» (название не совсем точное), для которых спортивные результаты не являлись целью. Боевая цель люберов - агрессивные толпы всеразличных молодёжных объединений, в момент сбора ломающих лавки, бьющих стёкла, гадящих по подъездам, избивающих одиноких молодых прохожих. У себя в районе любера быстро решили эту задачу.
Кроме того, сплачивающим фактором стали поездки групп люберецкой молодёжи в места молодёжного массового отдыха в Москву (крупные парки, центральные дискотеки, кафе). Такие поездки приводили к конфликтам с московской молодежью.
Немалую роль в формировании субкультуры люберов сыграло появление в начале 1980-х годов небольших групп неофашистов, периодически организовывавших различные выступления (к примеру, 20 апреля 1979 и 1981 годов, приуроченные ко дню рождения Гитлера). 20 апреля 1982 года в Москве на Пушкинской площади произошло первое массовое столкновение люберов с московскими неофашистами, закончившееся рукоприкладством. По ряду данных, помощью люберчан отчасти воспользовалась московская милиция, также собиравшаяся разгонять неофашистов.
Определённый слой люберецкой молодёжи начал расценивать свои поездки в Москву как специфическую «борьбу за идею», которая, фактически, сводилась к борьбе с молодёжными движениями непривычной внешности. В этом плане любера выступали консерваторами, поддерживающими провинциальные системы ценностей. В связи с этим в начале 1980-х годов любера пользовались весьма доброжелательным отношением правоохранительных органов, также боровшихся с наиболее активными группами «неформалов».
Правда, не все любера руководствовались в своей деятельности идеологическими мотивами. Около половины из них не придавали поездкам в Москву какой-либо «идейный» характер и вели образ жизни, вполне типичный для советской молодёжи того времени.
К середине 1980-х относится появление у люберов своей символики, гимна («Мы родились и выросли в Люберцах, центре грубой физической силы, и мы верим: мечта наша сбудется, станут Люберцы центром России…  ». Этот гимн был написан Александром Сизоненко, как ироничное описание мышления и жизни «люберов» и атмосферы «качалок», как зарисовка, но был воспринят «люберами», как гимн. Это восприятие было подхвачено журналистами (журнал «Огонек» и другие издания), и далее, этот «гимн» рассматривался, как «программное» произведение и постоянно цитировался в прессе.
С 1986 года появилось определение «любера́». Тогда же движение начало разрастаться — теперь уже в Москву группами ездили не только люберчане, но и жители других городов ближнего Подмосковья. Кроме того, местами деятельность люберов начала приобретать жёсткий хулиганский характер по отношению к неформальным объединениям, при этом все чаще стали возникать драки со смертельным исходом. Например во второй половине 1980-х годов на Казанский вокзал приезжали толпы казанских хулиганов («моталки») бить и грабить «зажравшихся» москвичей. Любера выставляли на вокзале дежурный отряд (человек 30). В стычках с люберами «моталки» понесли тяжёлые потери, через некоторое время их приезды в Москву прекратились, а особо отличившиеся тогда любера «сели» в тюрьму. Отношение милиции к люберам изменилось — теперь она заняла более жёсткую позицию, поскольку ситуация начинала выходить из-под контроля.

### 1980-е. Организованная субкультура
Поначалу деятельность люберов никак не освещалась в прессе. Широкая общественность впервые узнала об их существовании в июне 1986 года, после заметки в газете «Советская Россия». В заметке сообщалось, что вечером 9 мая по Красной площади разгуливала колонна молодых людей, скандировавшая «Люберцы! Люберцы!». С осени того же года о них стало писать большинство центральных газет и журналов (в частности, «Комсомольская правда», «Огонёк», «Ленинское знамя», «Литературная газета»).
Благодаря прессе слово «любер» распространилось по всей стране и стало нарицательным. Люберам стали подражать спортивные подростки и допризывная молодёжь других городов по всему СССР.
К весне 1987 года «люберство» вошло в моду. Помимо люберецкой молодёжи, «люберами» стали называть себя и симпатизирующие им молодые люди с окраин столицы, из промышленных городов и посёлков из различных районов Подмосковья, которых представители неформальных молодёжных объединений назвали «люберами сопутствующей волны». Таким образом, слово «любер» стало употребляться для обозначения представителя определённой субкультуры, независимо от места его проживания. Любера во дворах строили турники и брусья, футбольные коробочки.  С середины 80-х количество выездов в Москву резко повысилось. Если в 1985 году, по воспоминаниям бывших люберов, численность групп не превышала 300 человек, то 14 февраля 1987 года московская милиция зафиксировала группу около 600 человек. В Люберецком ДК «Искра» на встречу с журналистами в 1987 году собралось более 1000 качков разных возрастов, не хватило места в зале, и часть собравшихся стояла в вестибюле и на улице. Получившие слово любера жёстко высказывались по поводу статей о них в прессе, считая половину вымыслом и провокацией. В самой Москве тем временем происходили стычки люберов с неформалами разных течений, причём инициаторами этих стычек были именно любера. Во время рок-концертов в столице накачанная молодёжь из хулиганских побуждений вступала в стычки с их участниками. В ответ неформалы (в основном металлисты) крупными группами совершали выезды на Арбат и Калининский проспект (ныне ул. Новый Арбат), где возле некоторых кафе находились традиционные места сбора некоторых группировок из Люберец с целью выяснения отношений с применением силы. Летом основным местом сбора был пляж люберецкого карьера (Большой (на острове) и Малый карьеры).
Молодёжные группы, аналогичные люберским, начали появляться и в других городах Советского Союза, к примеру, в Ленинграде. Это была реакция части молодёжи на появление массовых проявлений неформальной нетрадиционной культуры.
В начале 1987 года неформальная московская молодёжь начала активно объединяться для борьбы с люберами. Теперь приезжающие в Москву любера не являлись однозначными агрессорами — скорее это было противостояние более-менее равных по мощи молодёжных группировок. Наиболее организованный количественный «отпор» люберам давали металлисты. В конце зимы — начале весны 1987 года стало отмечаться резкое возрастание активности этого противоборства.
21 февраля в различных частях города Москвы (у станции метро Нагорная, на Арбате, на улице Елецкой, на улице Народного Ополчения) отмечалось скопление групп молодёжи, которые удалось рассредоточить усилиями милиции.
22 февраля группа численностью около 1000 человек собралась в ЦПКиО имени Горького с целью выяснения отношений, также отмечались скопления молодёжи в Москворецком, Краснопресненском и Свердловском районах, а также в метрополитене.
1 марта в Москве на Садовом кольце собралось около 1000 молодых людей, которые собирались "идти бить люберов". Через несколько дней ситуация повторилась возле Киевского вокзала. Тяжёлый бой был на Крымском мосту, много народа с обеих сторон было скинуто в реку. Был случай, когда к парку Горького подошла толпа около трёх тысяч человек. Во избежание массовых драк, в эти дни московская и областная милиция ставила кордоны против приезжающей молодёжи на подмосковных железнодорожных станциях Ухтомская, Люберцы и Томилино. Кроме того, кордоны были выставлены у станции метро Ждановская и на остановках автобусов. Электрички проверялись усиленными нарядами милиции. Люберецкое УВД и горком комсомола проводили рейды по подвальным спортивным залам города. Милицейские чиновники пытались успокоить население через печать.

### После 1990-х. Распад.
В конце 1989 года, с началом политических и экономических катаклизмов и распадом СССР, движение пошло на спад — в новых условиях идеи люберства и здорового образа жизни были неактуальны. Часть люберов ушла в спокойную жизнь, а часть под влиянием «сидевших» — в криминальную деятельность, влившись в ряды Люберецкой и других преступных группировок. По мнению самих люберов криминал забрал самую спортивную и боеспособную часть их товарищей. Остальные же люберы попросту остепенились и вошли в новую жизнь обычными гражданами. На сегодняшний день люберов как таковых в России практически не осталось. Воспоминания о них сохраняются только в песнях ряда исполнителей русского рока, шансона и некоторых фильмах тех лет.
Валерий Карышев, адвокат по уголовным делам и автор книги «Люберецкие: качалки, рэкет, крыша», которая вышла в серии «Адвокат мафии», так описывает судьбы бывших люберов:
Кто-то погиб. Кто-то ушёл на зоны. Кто-то стал нормальным бизнесменом или просто служащим. Ну а кто-то остался бандитом в той самой люберецкой ОПГ и погиб.
По состоянию на 2009 год Люберцы уже не входят в тройку самых криминогенных городов Подмосковья.
На сегодняшний день бывшие любера с улыбкой вспоминают свои молодые годы, совершенно не злятся на своих оппонентов и даже организовывают с ними памятные встречи, где иногда поют шуточные песни: «Мы не пили, не курили, мы здоровой жизнью жили. Нас палёной водкой били, ширпотребом завалили, рэкетиром объявили…»

## Одежда
Любера предпочитали свободную одежду: широкие штаны. В зимнее время надевали обтягивающие вязаные шапочки, белые шарфы.
«Характерная униформа» люберов: широкие клетчатые штаны, кожаные куртки или «аляски», белые рубашки и узкие чёрные галстуки. В качестве головного убора долго продержались клетчатые кепки.
Из-за ношения клетчатых брюк и кепок самих люберов иногда называли «Клетчатые». Впоследствии, однако, штаны в клетку (только узкие) переняли представители других субкультур, таких как рокеры, панки и другие (хотя бы потому, что в самом начале 1980-х годов в Европе штаны в синюю, красную или других цветов клетку уже носили исполнители панк-рока и его поклонники, например, группа The Exploited).

## Музыка
В плане музыкальных пристрастий люберов ничего не отличало от остальной молодёжи. Сами они в основном слушали шлягеры 1980-х годов, хотя некоторые из них признавались, что «любят послушать металл», но не признают внешнего вида представителей западных субкультур. Впоследствии (к концу 1980-х) к ней добавились музыка групп «Любэ» и «ДДТ».
Гитарист популярной советской метал-группы «Ария» Владимир Холстинин — уроженец Люберец, а сама группа в конце 1980-х давала концерт в Люберецком дворце культуры. Концерт собрал несколько сотен местных жителей и обошёлся без эксцессов и конфликтов с представителями люберов.
Хэви-метал и хард-рок, в том числе Deep Purple, Ozzy Osbourne и тому подобные слушали довольно многие любера, причем не «суррогатные» (из других населённых пунктов), а самые настоящие — из Люберец, и те самые, которые ездили в Москву «погонять волосатиков» (как это было принято называть в их среде). Возможно, это нашло отражение в знаменитой песне группы «Зоопарк» «Гопники» («Кто слушает хэви метал, „Арабесок“ и „Оттаван“»?.)
Большинство из них слушало то же, что и большинство советской молодёжи, то есть всё, что было модно — в частности «Modern Talking», "итальянцев" (итальянская эстрада 80-х), Барыкина, «Любэ», «Арию», начиная с 1987—1988 годов — «Кино» и «Наутилус Помпилиус». Песня группы ДДТ «Мама, я любера люблю» была исключительно популярна в Люберцах с момента своего появления. Песня Александра Барыкина «Люберецкие перчатки» звучит как гимн спорту и спортивным победам.

## Отличительные черты
Отличительными чертами люберов были:
- Занятия спортом (культуризм, рукопашный бой, плавание, боксирование на перчатках). Любера соревновались внутри качалок и устраивали «межкачалочные» соревнования. Строили турники и спортивные площадки.
- Резкое неприятие западных субкультур, в основном — панков, металлистов.
- Формула люберов - избей того, кто собрался в толпу избивать других.

## Произведения о люберах

### Песни
- «Люберецкие перчатки» — А. Барыкин;
- «Убивал меня любер Василий» — Порт Артур;
- «Эй, брат Любер!» (Пик Клаксон), «Заебись!», «Анархия», «КГБ-Рок» «Перемена погоды», «Волна патриотизма», «Повезло» — Гражданская оборона;
- «Люберы» — Водопад имени Вахтанга Кикабидзе;
- «Убер-Любер» — Объект Насмешек;
- «Политпесня» - Телевизор;
- «Люберцы», «Клетки», «Дуся-агрегат» — Любэ;
- «Мама, я любера люблю» — ДДТ;
- «Бей Правой, Любер» — Группа Продлённого Дня;
- «Монолог гражданина, пожелавшего остаться неизвестным» - Андрей Макаревич
- «Такие дела» — Чиж & Co;
- «Люберцы» — Рома Жиган;
- «Оля любит…» — группа КПП;
- «Люберцы» — Александр Дюмин;
- «Любер Иван Семёнов» — группа «Глубокий Тыл»;
- «Любера» — группа «НИИ Косметики»;
- «Сергей Зайцев», «Люберцы» — группа «Учитель Труда»;

### Кинофильмы
- Фильм «Луна-парк» (режиссёр Павел Лунгин)
- Фильм «Меня зовут Арлекино» (режиссёр Валерий Рыбарев)
- Фильм «Бакенбарды» (режиссёр Юрий Мамин)
- Фильм «Такси-блюз» (режиссёр Павел Лунгин)

### Художественная литература
В повести «Русская семёрка» Э. Тополя (18-я глава) описывается налёт гопников и люберов на рок-концерт в г. Подольске.

## Факты
- Из известных рок-музыкантов опыт общения с люберами был у Егора Летова (группа «Гражданская оборона»)[10]:

…Во время вышеописанного лимитного периода я как раз там и жил, в Люберецком районе. При этом не возникло ни одного эксцесса, при том, что был весьма волосат и видом эпатажен, ходил в бусах и т. д. В Москве же в конце 80-х несколько раз был ими биваем, в частности, на Арбате и даже в метро. При этом, когда приезжал в гости к брату прямо к ним в логово, опять же не было ни единого инцидента. Видимо, на «своих» у них агрессия не распространялась…
- В настоящее время регулярно проводится турнир по культуризму памяти Сергея Зайцева, по кличке Заяц — наиболее известного «любера» первой волны, ставшего чемпионом СССР в 80-х годах по культуризму и чемпионом СССР в троеборье (двойной чемпион СССР). Зайцев был убит в одной из бандитских разборок, более того, по данным СМИ, он являлся одним из основателей Люберецкой ОПГ[11][12].
- В Люберецком городском краеведческом музее есть стенд с грамотами и медалями, посвящённый движению люберов[12].